# 英国腐败问题
英国的腐败问题主要指英国公共服务部门的公务员利用其职务便利谋取私利。 英国公共部门腐败通常被认为很少见，透明国际2020年的貪污感知指數中将英国评为 180 名中的第 11 名。 
英国目前有许多法律来惩罚公务员的賄賂和其他形式的腐败 ，尽管如此，公众的不满也一直存在，报纸上批评英国政府也很常见。  这主要是因为英国的贪污感知指数跌出全球前十名。   
2010年賄賂法令是目前英国最相关的惩罚公共和私人贿赂的法律。法律对在公共部门或私营部门行贿或受贿的人的量刑一视同仁。 